# 's-Heer Hendrikskinderen
's-Heer Hendrikskinderen es una localidad del municipio de Goes, en la provincia de Zelanda (Países Bajos).
Constituyó por sí misma un municipio independiente hasta 1857.